# Orectogyrus schistaceus
Orectogyrus schistaceus is een keversoort uit de familie van schrijvertjes (Gyrinidae). De wetenschappelijke naam van de soort is voor het eerst geldig gepubliceerd in 1866 door Gerstaecker.